# Roberto Cartés
Roberto Cartés (* 6. September 1972 in Santiago de Chile) ist ein ehemaliger chilenischer Fußballspieler, der vorwiegend im Mittelfeld agierte.

## Laufbahn
Cartes begann seine Profikarriere beim CD Huachipato, bei dem er bis 1998 unter Vertrag stand. Anschließend wechselte er ins Nachbarland Argentinien, wo er jeweils eine Saison bei Argentinos Juniors und Gimnasia y Esgrima de Jujuy spielte. Im Sommer 2000 wechselte er nach Mexiko, wo er für diverse Vereine der zweiten Liga sowie in der Saison 2002/03 für den Erstligisten Real San Luis spielte. Beim chilenischen Club de Deportes Lota Schwager ließ er 2010 seine aktive Laufbahn ausklingen.